# Nefedovita
La nefedovita és un mineral de la classe dels fosfats. Rep el nom en honor del doctor Yevgeny I. Nefedov (Евгения Ивановича Нефедова) (1910–1976), mineralogista rus implicat en el descobriment de diversos minerals de Kola.

## Característiques
La nefedovita és un fosfat de fórmula química Na₅Ca₄(PO₄)₄F. Va ser aprovada com a espècie vàlida per l'Associació Mineralògica Internacional l'any 1983. Cristal·litza en el sistema triclínic. La seva duresa a l'escala de Mohs és 4,5.
Segons la classificació de Nickel-Strunz, la nefedovita pertany a «08.BO: Fosfats, etc. amb anions addicionals, sense H₂O, només amb cations de mida gran, (OH, etc.):RO₄ sobre 1:1» juntament amb els següents minerals: nacafita, preisingerita, petitjeanita, schumacherita, atelestita, hechtsbergita, smrkovecita, kombatita, sahlinita, heneuïta, kuznetsovita, artsmithita i schlegelita.

## Formació i jaciments
Aquesta espècie va ser descrita a partir de mostres obtingudes en indrets del massís de Khibini (óblast de Múrmansk, Rússia): la vall del riu Kuniok i el mont Iukspor. També ha estat trobada en alguns altres indrets propers, dins el mateix massís.